# Dick Last
Dick Last (ur. 3 lutego 1969 w Munkedal) – szwedzki piłkarz występujący na pozycji bramkarza, reprezentant kraju.

## Życiorys
Jest wychowankiem Munkedals IF, występował także w juniorach IK Oddevold. W Oddevold rozpoczął również swoją seniorską karierę. W 1987 roku przeszedł do IFK Göteborg w ramach programu młodzieżowego klubu. W latach 1989–1990 ponownie występował w IK Oddevold, po czym powrócił do IFK Göteborg. W Mästerskapsserien zadebiutował 12 września 1992 roku w przegranym 2:4 spotkaniu z AIK. W latach 1993–1995 zdobył z klubem mistrzostwo Szwecji.
W 1996 roku przeszedł do IFK Norrköping, gdzie występował przez dwa sezony. Następnie powrócił do IFK Göteborg. W rundzie jesiennej sezonu 1999/2000 był piłkarzem duńskiego Vejle BK, po czym wrócił do Szwecji, podpisując kontrakt z Örgryte IS. W 2000 roku jego klub zdobył Puchar Szwecji. 16 października 2002 roku wystąpił w reprezentacji w przegranym 2:3 towarzyskim meczu z Portugalią. W 2006 roku spadł z Örgryte do Superettan, a w 2008 roku awansował do Allsvenskan. Jednocześnie w 2008 roku rozpoczął w klubie pracę jako kierownik sportowy. W kwietniu 2009 roku po raz ostatni znalazł się w ligowym składzie ÖIS, jako rezerwowy w spotkaniu przeciwko GAIS. Do końca 2010 roku pracował jako kierownik sportowy w klubie. Na początku 2011 roku przeszedł do IK Oddevold. Karierę zawodniczą zakończył rok później.

## Statystyki ligowe
| Sezon         | Klub           | Liga        | Mecze | Gole |
| ------------- | -------------- | ----------- | ----- | ---- |
| 1986          | IK Oddevold    | Division 3  | 2     | 0    |
| 1987          | IFK Göteborg   | Allsvenskan | 0     | 0    |
| 1988          | IFK Göteborg   | Allsvenskan | 0     | 0    |
| 1989          | IK Oddevold    | Division 1  | 26    | 0    |
| 1990          | IK Oddevold    | Division 1  | 26    | 0    |
| 1991          | IFK Göteborg   | Allsvenskan | 0     | 0    |
| 1992          | IFK Göteborg   | Allsvenskan | 4     | 0    |
| 1993          | IFK Göteborg   | Allsvenskan | 0     | 0    |
| 1994          | IFK Göteborg   | Allsvenskan | 1     | 0    |
| 1995          | IFK Göteborg   | Allsvenskan | 6     | 0    |
| 1996          | IFK Norrköping | Allsvenskan | 23    | 0    |
| 1997          | IFK Norrköping | Allsvenskan | 26    | 0    |
| 1998          | IFK Göteborg   | Allsvenskan | 13    | 0    |
| 1999 (w)      | IFK Göteborg   | Allsvenskan | 4     | 0    |
| 1999/2000 (j) | Vejle BK       | Superligaen | 6     | 0    |
| 2000          | Örgryte IS     | Allsvenskan | 14    | 0    |
| 2001          | Örgryte IS     | Allsvenskan | 24    | 0    |
| 2002          | Örgryte IS     | Allsvenskan | 25    | 0    |
| 2003          | Örgryte IS     | Allsvenskan | 19    | 0    |
| 2004          | Örgryte IS     | Allsvenskan | 24    | 0    |
| 2005          | Örgryte IS     | Allsvenskan | 25    | 0    |
| 2006          | Örgryte IS     | Allsvenskan | 23    | 0    |
| 2007          | Örgryte IS     | Superettan  | 27    | 0    |
| 2008          | Örgryte IS     | Superettan  | 17    | 0    |
| 2009          | Örgryte IS     | Allsvenskan | 0     | 0    |
| 2011          | IK Oddevold    | Division 1  | ?     | ?    |